# Kånala
Kånala (finska: Konala) är en stadsdel i Helsingfors och en del av Sockenbacka distrikt. Kånala gränsar i söder till Ring I, i öster till Vichtisvägen och i väster till Esbo. Också industribyggnaderna på östra sidan om Vichtisvägen hör till Kånala.
Området består av bostadshus, industrier och företag. Flertalet bostadsområden består av egnahemshus och små flervåningshus. Öster om den nord-sydliga Kånalavägen finns det främst industrier och flerfamiljshus, medan det finns mestadels småhus på den västra sidan, liksom på Esbos sida om gränsen. 